# Alfried Krupp von Bohlen und Halbach
Pour les articles homonymes, voir Krupp, Bohlen et Halbach.
Alfried Felix Alwyn Krupp von Bohlen und Halbach, né le 13 août 1907 à Essen et mort le 30 juillet 1967 dans la même ville, dit également Alfried Krupp, est un industriel allemand, criminel nazi, sportif de voile olympique et un membre de la famille Krupp qui a joué un rôle important en Allemagne au début du XXe siècle. Il est le dernier Krupp à la tête de l'empire industriel fondé par son arrière-grand-père.

## Biographie

### Vie familiale et jeunes années

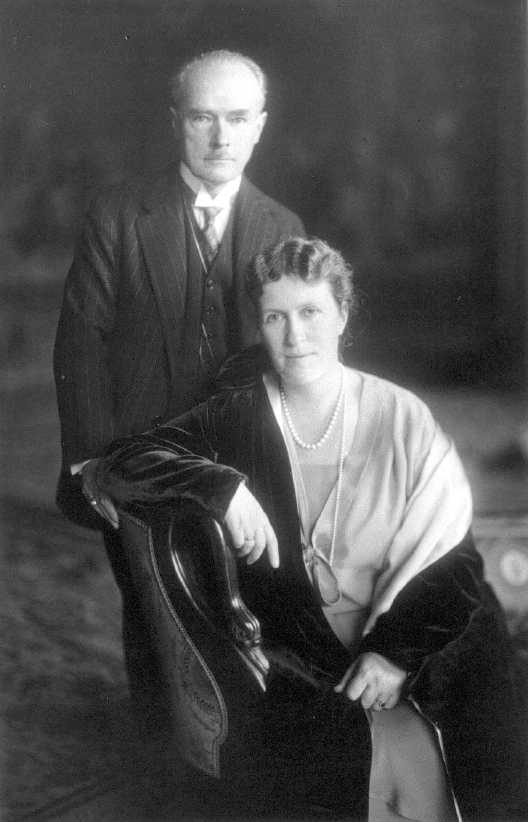
Bertha et Gustave, en 1927.

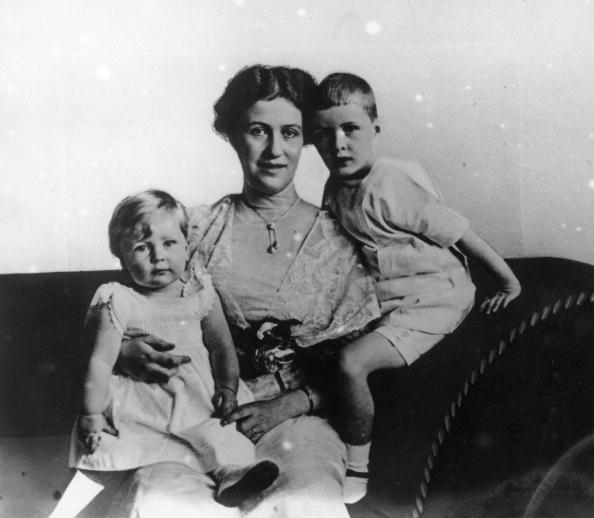
Arnold, le jeune frère d'Alfried, Bertha, et Alfried en 1912.

La mère d'Alfried Krupp, Bertha Krupp (1886-1957), qui a donné son nom au fameux canon,la Grosse Bertha, hérite de l'entreprise en 1902 à l'âge de 16 ans lorsque son père, Friedrich Krupp, se suicide. En octobre 1906, par l'entremise de l'empereur Guillaume II, Bertha épouse Gustav von Bohlen und Halbach (1870-1950), un diplomate allemand membre de la noblesse. Afin de maintenir la lignée Krupp, l'empereur Guillaume II accorde à Gustav le droit d'utiliser le nom de Krupp et de le transmettre. Alfried Krupp est l'aîné d'une fratrie de huit enfants (dont l'un est mort en bas âge).

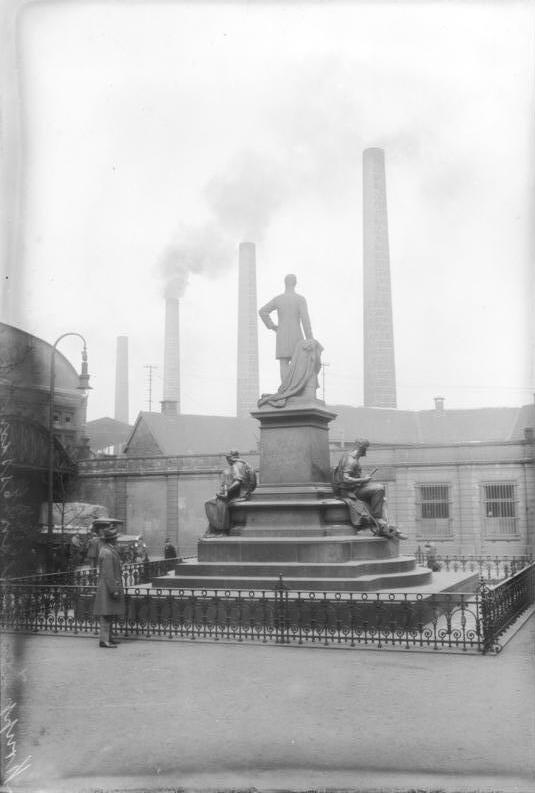
Les usines Krupp à Essen, en 1928.

Alfried Krupp fréquente un Realgymnasium, après quoi il est formé dans les ateliers de ĺ'entreprise aujourd'hui connue sous le nom de Friedrich Krupp AG Hoesch-Krupp. Il étudie la métallurgie aux universités techniques de Munich, Berlin et Aix-la-Chapelle.
Alfried Krupp effectue ses études à Aix-la-Chapelle et reçoit un « Diplomingenieur » (diplôme d'ingénieur) de la Technische Hochschule Aachener en 1934, son sujet de thèse de fin d'études portant sur la fusion de l'acier. Après avoir complété sa formation à la Dresdner Bank de Berlin, il rejoint l'entreprise familiale en 1935 à l'âge de 28 ans.
Cette année-là, il entre au département alimentaire du groupe. Dans le même temps, Alfried  est nommé standartenführer dans le nationalsozialistisches Fliegerkorps (équivalent de colonel d'aviation, grade nazi). Avocat en 1936, il est assistant au département de la production militaire. Il est nommé comme son père au « Wehrwirtschaftsführer » (conglomérat des industriels de l'armement sous le contrôle de l'armée allemande).
Pendant les Jeux olympiques de Berlin de 1936, Alfried Krupp participe à l'épreuve de voile sur le voilier Germania III (8 m) dont l'équipage remporte la médaille de bronze,.

### Le Troisième Reich
Ruinée par la crise de 1929, la société allemande profite  du réarmement Allemand des années 1930. Gustav Krupp, en dépit de son opposition initiale au parti nazi, lui fait des dons personnels importants avant l'élection de 1933 parce qu'il voit les avantages du nazisme pour l'entreprise confrontée à l'expansion du communisme. Il fonde notamment, avec Martin Bormann, le fonds Adolf Hitler de l'économie allemande (en), don du patronat pour soutenir le NSDAP.
Alfried von Bohlen und Halbach devient plus actif dans la direction de la société lorsque la santé de son père décline à partir de 1941 après un accident vasculaire cérébral. Il est nommé président du conseil d'administration en mars 1943. Cette promotion est décidée par la « Lex Krupp » (loi Krupp) proclamée par Adolf Hitler le 12 novembre 1943. Alfried Krupp est alors Reichminister für Rüstung und Kriegsproduktion (ministre de la production d'armement de guerre).
L'exonération des droits de succession est un geste de gratitude d'Hitler pour la famille Krupp et est l'une des rares lois nazies à survivre à la chute du régime.
Il adopte une politique de gestion du personnel très paternaliste. Les employés de ses usines sont surnommés les « Kruppianer ». La société Krupp fait construire des écoles, des ateliers d'apprentissage ainsi qu'une bibliothèque et institue la gratuité des soins.
Pendant la Seconde Guerre mondiale, Alfried Krupp est un partisan notable de Subhash Chandra Bose qui dirige l'armée nationale indienne, force militaire organisée par l'Allemagne nazie et le Japon.

#### La main-d'œuvre des usines

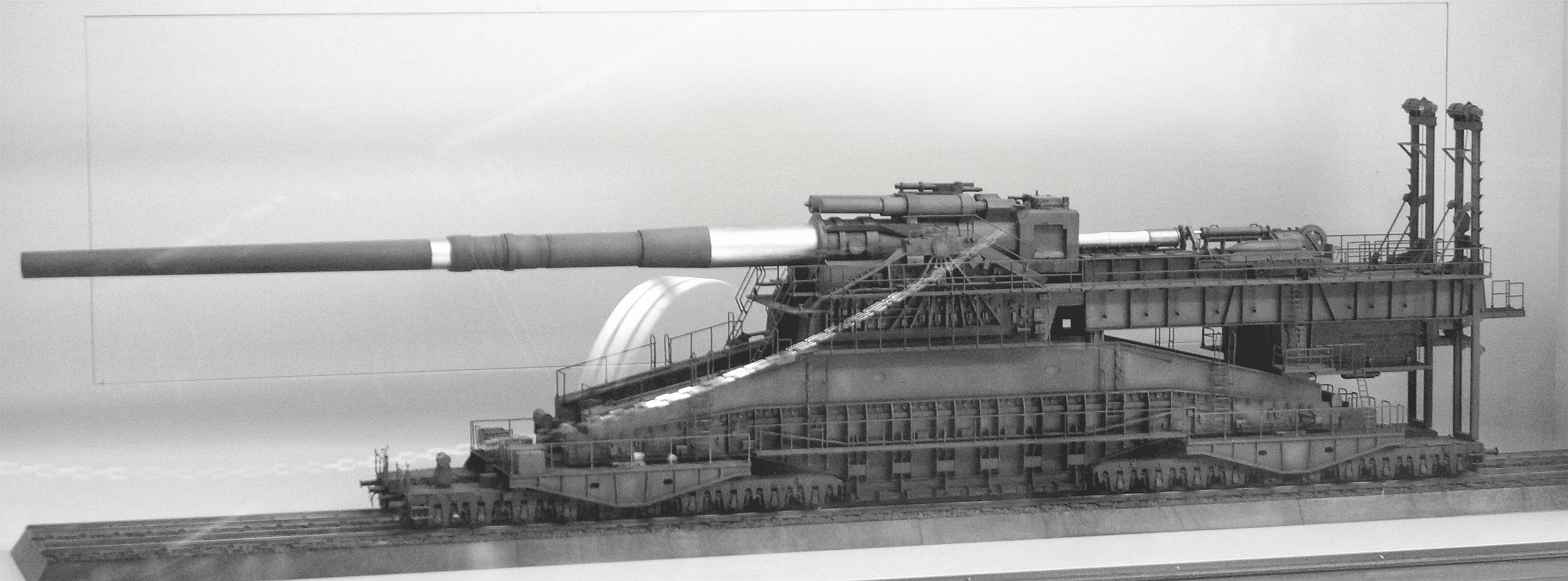
Le canon sur rail Dora, produit par Krupp.

La main-d'œuvre utilisée par la société Krupp est en partie issue des camps de concentration créés par le régime. Ces travailleurs sont fournis, à la demande d'Alfried Krupp, par le régime nazi qui assigne des prisonniers juifs à plusieurs de ses usines. Même lorsque l'armée lui suggère, pour des raisons de sécurité, que certains travaux devraient être effectués par des « travailleurs libres allemands », Alfried Krupp insiste sur l'utilisation de travailleurs forcés baptisés « bétail ». D'après l'un de ses employés, alors même qu'il était évident que la guerre était perdue, « Krupp considérait comme un devoir de faire travailler 520 jeunes filles juives, dont la plupart à peine sorties de l'enfance, dans les conditions les plus dures possibles ».
Krupp travaille en étroite collaboration avec les SS (qu'il soutient financièrement en tant que Förderndes Mitglied der SS) qui contrôlent les camps de concentration, à partir desquels le travail des prisonniers est obtenu.
Il fait notamment construire, en 1942, une usine de fusées près du camp de Monowitz-Buna et y fait travailler les prisonnières d'Auschwitz en les payant 4 marks par jour et par « travailleur ». Dans une lettre du 7 septembre 1943, il écrit : « En ce qui concerne la coopération de notre bureau technique à Breslau, je peux seulement dire qu'entre ce bureau et Auschwitz, l'entente la plus étroite existe et est garantie pour l'avenir. »
Il fait piller les usines des pays occupés, afin de maintenir le niveau de production de ses usines, et utilise le travail de plus de 100 000 détenus des camps de concentration. Les détenus ont aussi été déplacés en Silésie pour construire une usine d'obusiers. En 1943, la SS lui donne l'autorisation d'employer 45 000 civils russes comme travailleurs forcés dans ses usines d'acier, ainsi que 120 000 prisonniers de guerre dans ses mines de charbon.
On estime qu'environ 70 000 de ceux qui travaillaient pour Krupp sont morts à cause des méthodes employées par les gardes : ils ont été battus, surchargés de travail, affamés et privés de soins médicaux.
Drexel A. Sprecher, avocat à Washington, a fait ce commentaire après guerre : « l'exploitation de la main-d'œuvre esclave par Alfried [Krupp] a été pire que celle de tout autre industriel... Nulle part ailleurs le sadisme a été tel, la barbarie si insensée, et le traitement de gens comme matériau autant déshumanisé ».

#### Fin de la guerre

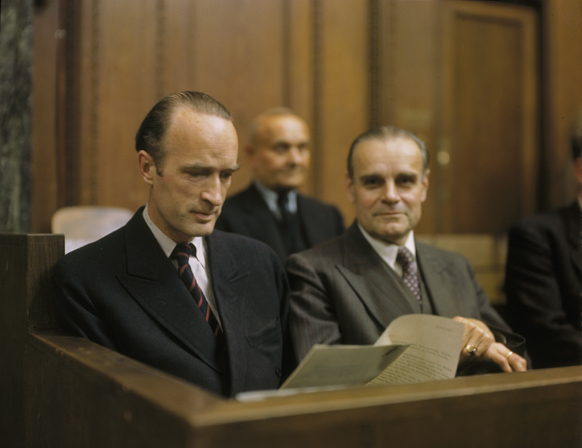
Alfried Krupp à son procès.

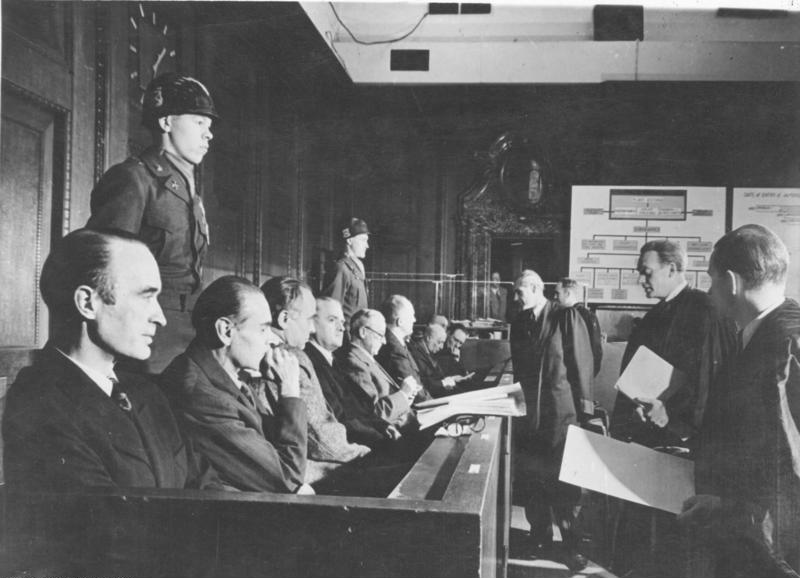
Les dirigeants de Krupp sur le banc des accusés.

Il est arrêté et mis en prison par l'armée américaine en 1945. Bertha et Gustav sont mis en résidence surveillée. Après la guerre, le gouvernement militaire allié étudie l'emploi par l'entreprise Krupp de main-d’œuvre esclave. Gustav est mis sur la liste des accusés au procès de Nuremberg, mais sa sénilité ne lui permet pas d'être présenté devant les juges. Les procureurs américains, russes et français, demandent alors de mettre en accusation Alfried, ce qui est refusé le 16 novembre 1945.
En 1947, les charges de crimes contre la paix, pillage, crimes contre l'humanité et conspiration sont retenues contre Alfried. Il est reconnu coupable de pillage et de crime contre l'humanité le 31 juillet 1948 lors du procès Krupp et condamné à douze ans d'emprisonnement et à la confiscation de ses biens. Il est détenu à la prison de Landsberg, en Bavière.
Au regard des crimes dont il est accusé, ses conditions de détention sont relativement confortables.

### Amnistie
En juin 1950, les troupes nord-coréennes envahissent la Corée du Sud. Estimant que l'acier allemand est nécessaire à l'armement pour la guerre de Corée, John McCloy, haut-commissaire américain à l'Allemagne occupée, lève la limitation sur la production d'acier allemand, la faisant passer à 11 millions de tonnes. McCloy commence à étudier la grâce des industriels allemands condamnés.
Le 5 décembre 1950, Konrad Adenauer écrit une lettre exhortant McCloy à la clémence pour Krupp. Alfried Krupp (condamné 1948-1960) est libéré le 4 février 1951. La confiscation des biens de la société est annulée et sa fortune personnelle estimée à 10 000 000 de dollars lui est restituée. En outre, chacun de ses quatre frères et sœurs ainsi que son neveu, Arnold von Bohlen, reçoit dix millions de marks en espèces, ou en actions équivalentes, dans deux de ses entreprises industrielles. Alfried reprend le contrôle du groupe en 1953.
En décembre 1959, l'entreprise accepte de signer un accord avec la commission chargée des dommages de guerre juifs, et de verser 2,5 millions de dollars (0,2 % de la fortune familiale), soit 500 dollars par victime survivante (à peine 5000 sur les 300.000 victimes de travail forcé).

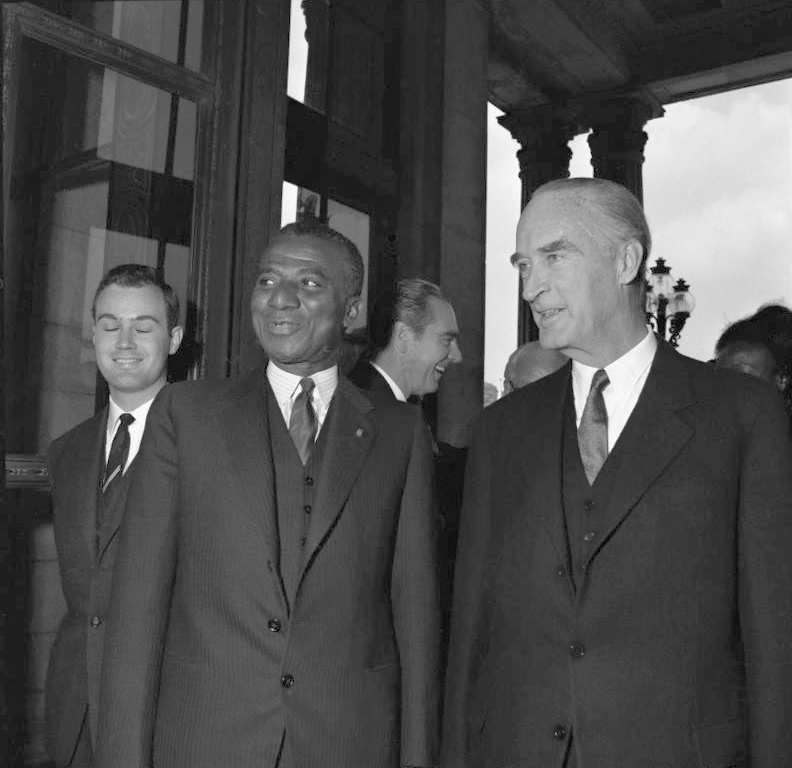
Alfried Krupp (à droite) et le président du Togo, Sylvanus Olympio, à la villa Hügel, à Essen, en mai 1961.

En quelques années, la compagnie Krupp est redevenue une des plus grandes sociétés au monde. Le 14 avril 1960, Alfried Krupp annonce que toutes les filiales ont de nouveau fusionné en une seule société sous sa direction. En 1963, il devient l'industriel le plus puissant du marché commun. Cependant, en 1967, ses finances s'effondrent.

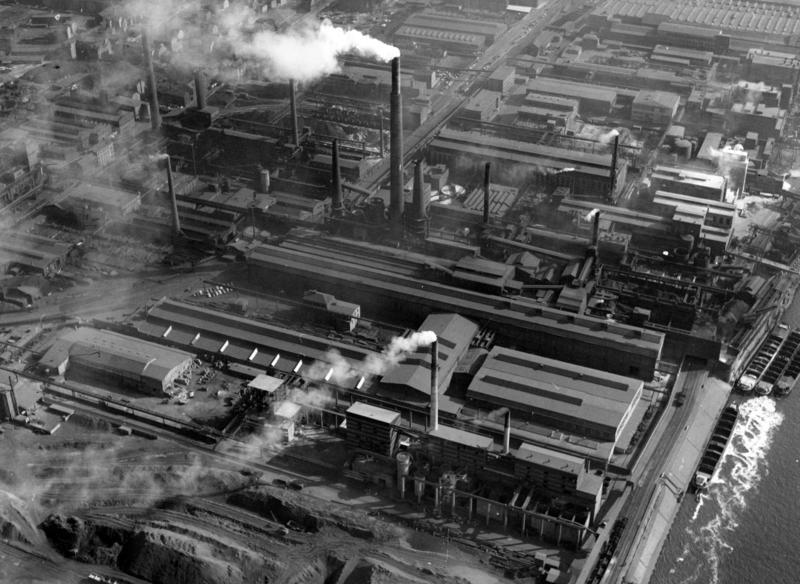
Les usines Krupp à Essen, en octobre 1961.

Juste avant sa mort, il est contraint de transférer le contrôle du « Konzern » à une « Stiftung » (fondation). Selon cet accord, le fils héritier de Krupp, Arndt (surnommé « le plus célèbre playboy de la Ruhr ») renonce à toute revendication sur les entreprises de son père contre une rente annuelle viagère de deux millions de marks. Ayant renoncé à son héritage, il n'est également plus autorisé à utiliser le nom de Krupp, réservé aux seuls ayants droit de l’héritage en question.

## Mariages
En 1937, il épouse Anneliese Lampert, née Bahr (1909-1998). Leur fils Arndt von Bohlen und Halbach (de) naît le 4 janvier 1938. La famille Krupp désapprouve l’union avec Anneliese Lampert et le couple divorce dès 1941.
Son second mariage onze ans plus tard, le 19 mai 1952, avec Vera Knauer, née Hossenfeld (1909-1967), ne dure pas plus longtemps : il finit par un scandale et un règlement coûteux en 1957.